# Ronde van Langkawi 2020
De 25e editie van de wielerwedstrijd Ronde van Langkawi vond in 2020 plaats van 7 tot en met 14 februari. De ronde maakte deel uit van de UCI ProSeries 2020-kalender.

## Deelname
Er gingen een UCI World Tour-ploeg, vijf UCI ProTeams en veertien continentale teams en een nationale selectie van start, waarbij Androni Giocattoli, BridgeLane en Nippo-Delko elk met vijf en de overige 18 elk met zes renners van start gingen wat het totaal op 123 deelnemers bracht.
| WorldTour / ProTeam | Continentaal | Continentaal | Landen   |
| --- | --- | --- | -------- |
| NTT Pro Cycling Androni Giocattoli-Sidermec B&B Hotels-Vital Concept p/b KTM Bardiani CSF Faizanè NIPPO DELKO One Provence Vini Zabù-KTM | Aisan Racing Team Ara Pro Racing Sunshine Coast BridgeLane HKSI Pro Cycling Team PGN Road Cycling Team KSPO-Bianchi Asia SSOIS Miogee | St George CCT Team Sapura Cycling Terengganu Thailand Continental Utsunomiya Blitzen Vino-Astana Motors Wildlife Generation | Maleisië |

## Etappe-overzicht
| Etappe | Datum        | Start            | Finish            | Type       | Afstand  | Winnaar          | klassementsleider |
| ------ | ------------ | ---------------- | ----------------- | ---------- | -------- | ---------------- | ----------------- |
| 1e     | 7 februari   | Kuching          | Kuching           | Vlakke rit | 85,6 km  | Yevgeniy Fedorov | Yevgeniy Fedorov  |
| 2e     | 8 februari   | Kuala Terengganu | Kerteh            | Vlakke rit | 175,5 km | Taj Jones        | Yevgeniy Fedorov  |
| 3e     | 9 februari   | Temerloh         | Kuala Lumpur      | Heuvelrit  | 162,5 km | Max Walscheid    | Yevgeniy Fedorov  |
| 4e     | 10 februari  | Putrajaya        | Genting Highlands | Bergrit    | 156,1 km | Kevin Rivera     | Danilo Celano     |
| 5e     | 11 februaril | Kuala Kubu Baru  | Ipoh              | Vlakke rit | 165,8 km | Harrif Saleh     | Danilo Celano     |
| 6e     | 12 februari  | Taiping          | Penang eiland     | Vlakke rit | 150,6 km | Hideto Nakane    | Danilo Celano     |
| 7e     | 13 februari  | Bagan Serai      | Alor Setar        | Vlakke rit | 130,4 km | Harrif Saleh     | Danilo Celano     |
| 8e     | 14 februari  | Dataran Lang     | Kuah              | Vlakke rit | 108.5 km | Max Walscheid    | Danilo Celano     |

## Klassementsleiders na elke etappe
| Etappe | Winnaar          | Algemeen klassement · | Puntenklassement · | Bergklassement ·               | Ploegenklassement   |
| ------ | ---------------- | --------------------- | ------------------ | ------------------------------ | ------------------- |
| 1      | Yevgeniy Fedorov | Yevgeniy Fedorov      | Yevgeniy Fedorov   | niet uitgereikt                | Vino-Astana Motors  |
| 2      | Taj Jones        | Yevgeniy Fedorov      | Yevgeniy Fedorov   | niet uitgereikt                | Vino-Astana Motors  |
| 3      | Max Walscheid    | Yevgeniy Fedorov      | Max Walscheid      | Muhammad Nur Aiman Mohd Zariff | Vino-Astana Motors  |
| 4      | Kevin Rivera     | Danilo Celano         | Max Walscheid      | Muhammad Nur Aiman Mohd Zariff | Team Sapura Cycling |
| 5      | Harrif Saleh     | Danilo Celano         | Max Walscheid      | Muhammad Nur Aiman Mohd Zariff | Team Sapura Cycling |
| 6      | Hideto Nakane    | Danilo Celano         | Max Walscheid      | Muhammad Nur Aiman Mohd Zariff | Team Sapura Cycling |
| 7      | Harrif Saleh     | Danilo Celano         | Max Walscheid      | Muhammad Nur Aiman Mohd Zariff | Team Sapura Cycling |
| 8      | Max Walscheid    | Danilo Celano         | Max Walscheid      | Muhammad Nur Aiman Mohd Zariff | Team Sapura Cycling |

## Eindklassementen
| Plaats    | Naam                       | Ploeg                            | Tijd      |
| --------- | -------------------------- | -------------------------------- | --------- |
| Gele trui | Danilo Celano              | Team Sapura Cycling              | 26u39'58" |
| 2         | Yevgeniy Fedorov           | Vino-Astana Motors               | + 26"     |
| 3         | Artjom Ovetsjkin           | Terengganu Cycling Team          | + 35"     |
| 4         | Pierpaolo Ficara           | Team Sapura Cycling              | + 1'07"   |
| 5         | Quentin Pacher             | B&B Hotels-Vital Concept p/b KTM | + 1'09"   |
| 6         | Hideto Nakane              | Nippo-Delko-One Provence         | + 1'34"   |
| 7         | Cristian Raileanu          | Team Sapura Cycling              | + 1'36"   |
| 8         | Lorenzo Fortunato          | Vini Zabù-KTM                    | + 1'56"   |
| 9         | Carlos Quintero            | Terengganu Cycling Team          | + 1'59"   |
| 10        | Francesco Manuel Bongiorno | Vini Zabù-KTM                    | + 2'12"   |
|           |                            |                                  |           |
| 12        | Jeroen Meijers             | SSIOS Miogee Cycling Team        | + 3'21"   |

| Plaats      | Naam          | Ploeg                         | Punten |
| ----------- | ------------- | ----------------------------- | ------ |
| Groene trui | Max Walscheid | NTT Pro Cycling               | 65     |
| 2           | Taj Jones     | ARA Pro Racing Sunshine Coast | 55     |
| 3           | Harrif Saleh  | Terengganu Cycling Team       | 44     |
|             |               |                               |        |
| 29          | André Looij   | SSIOS Miogee Cycling Team     | 7      |

| Plaats    | Naam                           | Ploeg                            | Punten |
| --------- | ------------------------------ | -------------------------------- | ------ |
| Rode trui | Muhammad Nur Aiman Mohd Zariff | Team Sapura Cycling              | 34     |
| 2         | Quentin Pacher                 | B&B Hotels-Vital Concept p/b KTM | 23     |
| 3         | Samuele Battistella            | NTT Pro Cycling                  | 18     |
|           |                                |                                  |        |
| 15        | Jeroen Meijers                 | SSIOS Miogee Cycling Team        | 5      |

| Plaats | Ploeg                             | Tijd      |
| ------ | --------------------------------- | --------- |
|        | Team Sapura Cycling               | 80u02'05" |
| 2      | Terengganu Cycling Team           | + 4'48"   |
| 3      | Thailand Continental Cycling Team | + 9'24"   |

1996 · 
1997 · 
1998 · 
1999 · 
2000 ·
2001 ·
2002 ·
2003 ·
2004 ·
2005 ·
2006 ·
2007 ·
2008 ·
2009 ·
2010 ·
2011 ·
2012 ·
2013 ·
2014 ·
2015 ·
2016 ·
2017 ·
2018 ·
2019 ·
2020 ·
2021 ·
2022 ·
2023 ·
2024 ·